# Zumatrichia lezarda
Zumatrichia lezarda är en nattsländeart som beskrevs av Malicky 1980. Zumatrichia lezarda ingår i släktet Zumatrichia och familjen smånattsländor. Inga underarter finns listade i Catalogue of Life.